# Хайдесхайм-на-Рейне
Хайдесхайм-на-Рейне (нем. Heidesheim am Rhein) — община в Германии, в земле Рейнланд-Пфальц. 
Входит в состав района Майнц-Бинген. Подчиняется управлению Хайдесхайм ам Райн.  Население составляет 7293 человека (на 31 декабря 2010 года). Занимает площадь 17,56 км².
Община подразделяется на 3 сельских округа.